# Сендай
Сенда́й (яп. 仙台市 Сэндай-си) — японский город с особым административно-правовым статусом, административный центр префектуры Мияги. Площадь города составляет 785,85 км², население — 1 052 147 человек (31 июля 2014), плотность населения — 1338,86 чел./км². Город был основан в 1600 году даймё Датэ Масамунэ.

## История

### Период Эдо
Район в окрестностях Сендая был заселен еще 20 000 лет назад, но история Сендая, как города, начинается с 1600 года, когда сюда приехал Датэ Масамунэ — даймё Токугавы Иэясу. Масамунэ не был доволен своим предыдущим оплотом, Ивадэяма, который находился в северной части его территории и был труднодоступным из Эдо (современный Токио). Сендай имел удобное местоположение: в центре владений Масамунэ, на главной дороге из Эдо и недалеко от моря. Токугава Иэясу дал Масамунэ разрешение построить новый замок после битвы при Сэкигахаре. Масамунэ приказал построить Сендайский замок в декабре 1600 года и окружающий его замковый город в 1601 году. План сетки дорог в современном центре Сендая основан на планах Масамунэ.

### Новое время
Первая железнодорожная линия между Сендаем и Токио была открыта в 1887 году, и впервые в истории район оказался в одном дне пути от Токио. Императорский университет Тохоку, первый в регионе, был основан в Сендае в 1907 году и стал первым японским университетом, в который с 1913 года начали принимать девушек.
Сендай получил статус города 1 апреля 1889 года, после создания современной системы муниципалитетов. На момент регистрации площадь города составляла 17,45 квадратных километров, а население города составляло 86 000 человек. В 1999 году население города превысило один миллион жителей.
Сендай считался одним из самых зеленых городов Японии из-за большого количества деревьев и растений. До Реставрации Мэйдзи Сендай был известен как «Город деревьев», поскольку княжество Сэндай с самого основания города требовало от жителей Сендая сажать деревья в своих садах. В результате во многих домах, храмах и святынях в центральном Сендае были так называемые «домашние леса», которые использовались в качестве ресурсов для древесины и других бытовых материалов.
Построенная в 1925 году линия Сенсэки до станции Сендай стала первым сегментом подземной железной дороги в Японии, опередив на два года открытие Токийской линии метро Гиндза (первая линия метро в Азии).
Во время Второй мировой войны при бомбардировке Сендая авиацией США 10 июля 1945 года была сожжена большая часть исторического центра города, разрушено 11 933 домов и погибло 2755 жителей.
После Второй мировой войны город был восстановлен, и Сендай стал жизненно важным транспортным и логистическим центром региона Тохоку, где были построены основные транспортные артерии: скоростные автомагистрали Тохоку и Тохоку-синкансэн.
В недавней истории Сендай пережил несколько крупных землетрясений, в том числе землетрясение в Мияги в 1978 году, которое послужило катализатором для разработки стандартов сейсмостойкости в Японии, и землетрясение в Мияги в 2005 году. Прибрежный район Сендая, включая аэропорт Сендай, был сильно повреждён в результате землетрясения и цунами в Тохоку в 2011 году. Тысячи людей были убиты и бесчисленное множество получили ранения и остались без крова. Порт Сендай был сильно поврежден и был временно закрыт.

## География

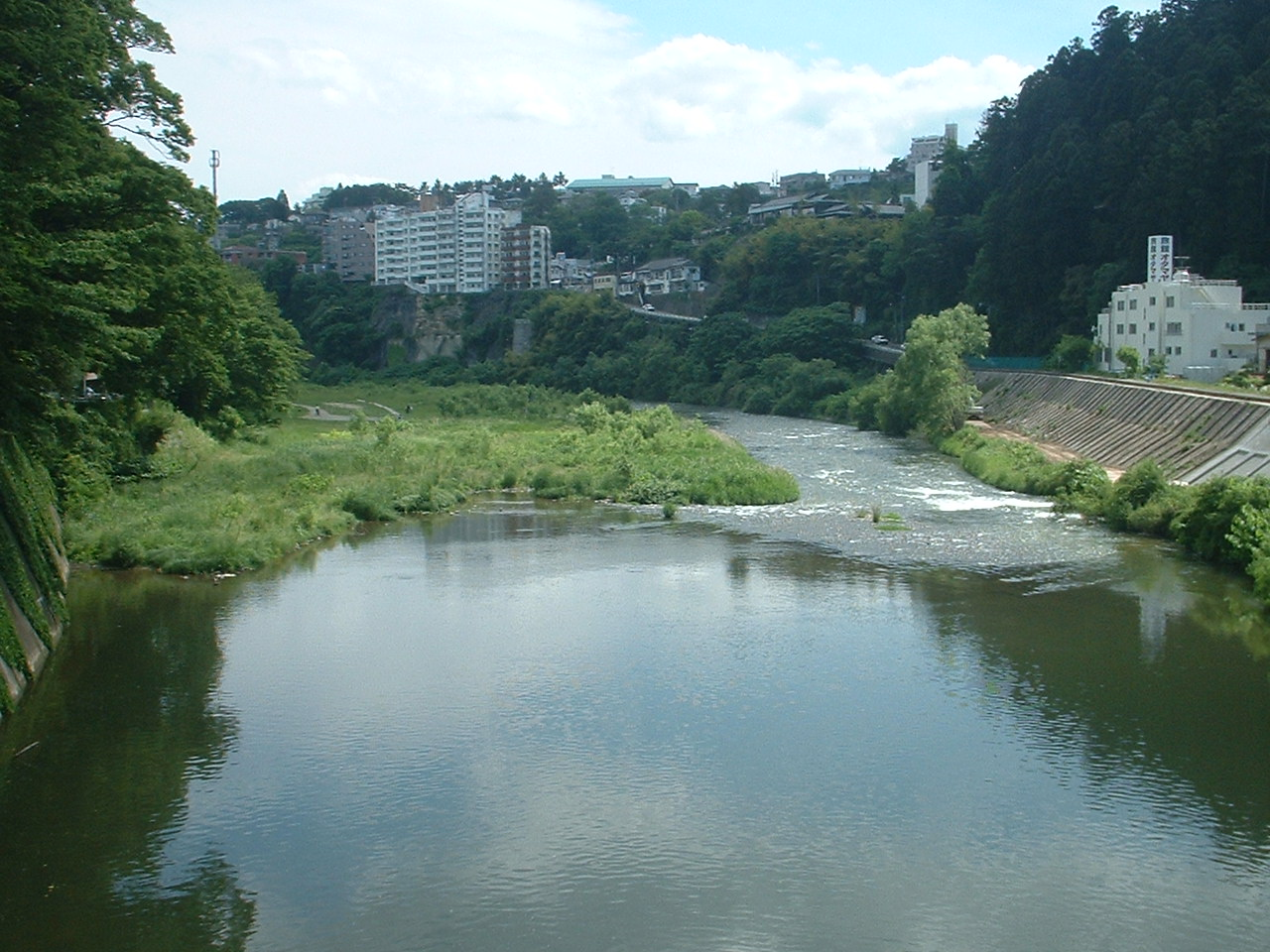
Река Хиросэгава.

Город простирается от Тихого океана до гор Оу, которые образуют восточную и западную границы префектуры Мияги. Восточный Сендай расположен на равнине, в центре города холмы, а на западе — горы. Самая высокая точка города — гора Фунагата, высота которой составляет 1500 м над уровнем моря. Большая часть гор Сендая — спящие вулканы. Тем не менее, множество горячих источников, расположенных в черте города, указывает на гидротермальную активность.
Река Хиросэ течёт через весь город и имеет протяжённость 45 км.

## Землетрясение 2011 года
11 марта 2011 года у восточного побережья острова Хонсю произошло землетрясение магнитудой 9,1. Землетрясение вызвало разрушительное цунами на тихоокеанском побережье Японии. Больше всего пострадала префектура Мияги и город Сендай, где высота волны достигла 10 м. На побережье города Сендай были найдены от 200 до 300 тел погибших.

## Климат
Сендай расположен в зоне умеренного климата. Средняя температура составляет 12,1 °C, а среднегодовое выпадение осадков — 1241,8 мм. Самая высокая температура — 36,8 °C, самая низкая — −11,7 °C. Сезон дождей обычно начинается в конце июня-начале июля.
| Показатель                         | Янв. | Фев. | Март | Апр. | Май  | Июнь | Июль | Авг. | Сен. | Окт. | Нояб. | Дек. | Год  |
| ---------------------------------- | ---- | ---- | ---- | ---- | ---- | ---- | ---- | ---- | ---- | ---- | ----- | ---- | ---- |
| Средний суточный максимум, °C      | 5,2  | 5,5  | 8,8  | 14,8 | 19,5 | 22,0 | 25,7 | 27,9 | 24,1 | 19,1 | 13,4  | 8,3  | 16,2 |
| Средняя температура, °C            | 1,0  | 1,3  | 4,2  | 10,0 | 14,9 | 18,3 | 22,0 | 24,1 | 20,1 | 14,4 | 8,9   | 4,0  | 12,0 |
| Средний суточный минимум, °C       | −2   | −1,8 | 0,5  | 5,7  | 10,8 | 15,3 | 19,3 | 21,2 | 17,2 | 10,8 | 4,9   | 0,6  | 8,6  |
| Норма осадков, мм                  | 33   | 48   | 73   | 98   | 108  | 138  | 160  | 174  | 218  | 99   | 67    | 26   | 1243 |
| Источник: Гонконгская обсерватория |      |      |      |      |      |      |      |      |      |      |       |      |      |

## Демография
Население Сендая по состоянию на 2008 год составляло 1 029 999 человек, плотность — 1 310 чел./км². Большинство живёт в районах города, близких к станциям метро и электропоездов. Перепись населения 2000 года выявила, что 88,5 % жителей (892 252 человек) живёт в районе, площадь которого составляет всего 16,6 % всей площади города (129,69 км²). Плотность населения в этой зоне — 6 879,9 чел./км². Около 10 000 жителей города — это иностранцы.
По состоянию на 2005 год в Сендае проживало 444 514 семей.

## Административное деление

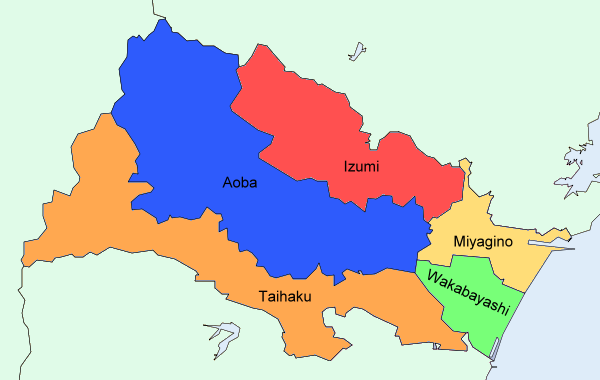
Карта административных районов Сендая

Административная система управления городом Сендай аналогична системе управления других городов Японии, определённой законом о местном самоуправлении. Отличие состоит в особом административно-правовом статусе Сендая, приравнивающем город к юрисдикции префектуры.
Мэр Сендая избирается на общегородских выборах. Члены Городского совета избираются по 5-и избирательным округам, соответствующим 5-и административным районам города. Количество членов совета от каждого района пропорционально количеству проживающего в районе жителей. По состоянию на май 2005 года в городе насчитывалось 60 членов собрания: 17 от района Аоба, 11 — от Миягино, 8 — от Вакабаяси, 13 — от Тайхаку и 11 — от Изуми. Городская Ассамблея избирает Председателя Ассамблеи и Вице-председателя. Есть два вице-мэра Сендая, которые не избираются населением.
Сендай делится на пять административных районов («ку»), созданных после получения городом (1 апреля 1989 года) особого административно-правового статуса:
- Аоба-ку[англ.]  (яп. 青葉区)
- Идзуми-ку[англ.]  (яп. 泉区)
- Миягино-ку[англ.]  (яп. 宮城野区)
- Таихаку-ку[англ.]  (яп. 太白区)
- Вакабаяси-ку[англ.]  (яп. 若林区)

Главным (административным центром города) является район Аоба-ку.

## Население
Население города составляет 1 052 147 человек (31 июля 2014), а плотность — 1338,86 чел./км². Изменение численности населения с 1980 по 2005 годы:
| 1980 | 792 036 чел.   |  |
| 1985 | 857 335 чел.   |  |
| 1990 | 918 398 чел.   |  |
| 1995 | 971 297 чел.   |  |
| 2000 | 1 008 130 чел. |  |
| 2005 | 1 025 098 чел. |  |

## Культура

### Фестивали

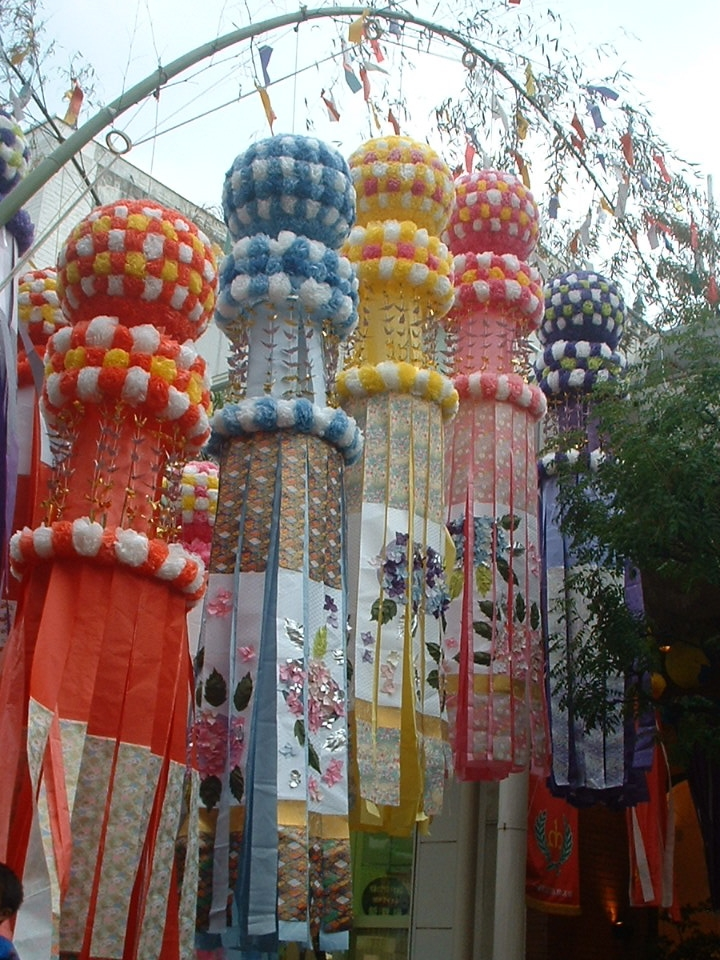
Фестиваль «Танабата» в Сендае

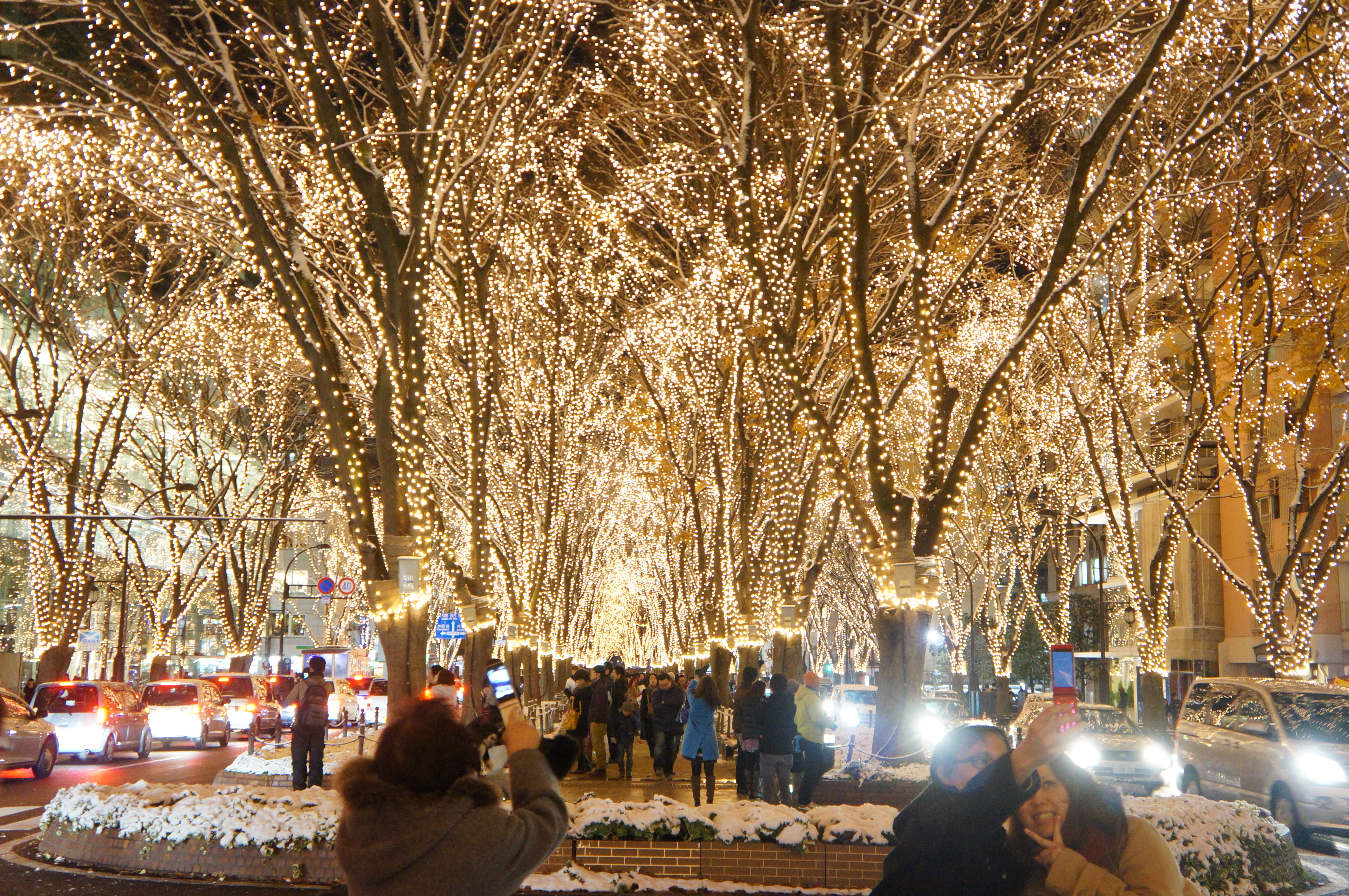
Представление «Звёздный свет» в Сендае

Самый известный фестиваль Сендая — Танабата, отмечающийся 6—8 августа и привлекающий более 2 миллионов посетителей ежегодно. Фестиваль Танабата унаследован как традиционное событие со времен основателя города Масамунэ. К фестивалю Танабата улицы Сендая украшают, на них идут спектакли, играет живая музыка и продают праздничные угощения.
Весной проводится фестиваль «Сендай-мацури», также известный как «Аоба Мацури» в честь храма Аоба. Во время его проведения выносят микоси, по улицам проходят карнавальные платформы, парад «самураев» и традиционные танцы.
Во время фестиваля «Донтосай», который проходит в по всей префектуре Мияги в середине января в течение более 300 лет, сжигают новогодние украшения, куклы Дарума и старые предметы, а также молятся о здоровье, удаче и благополучии в новом году. В Сендае костёр для Донтосая разводят у храма Осаки Хатимангу, а после сожжения предметов, связанных с прошлым, начинается шествие Хадака-мацури.
В Сендае также проходят различные современные фестивали, такие как «Фестиваль уличного джаза», «Митиноку Ёсакой» и представление «Звёздный свет (Starlight)». «Фестиваль уличного джаза» — один из крупнейших любительских музыкальных фестивалей в Японии. Он начался как джазовый фестиваль в 1991 году, но вскоре в нём стали принимать участие исполнители и других жанров. Фестиваль «Митиноку Ёсакой» — танцевальный фестиваль, происходящий от фестиваля «Ёсакой», который проходит в городе Коти. Во время театрализованного представления «Звёздный свет» деревья в центре города Сендай украшают гирляндами; в 2005 году улицы города освещал миллион миниатюрных лампочек.
С 2001 года в Сендае проходит Международный конкурс пианистов и скрипачей.

### Достопримечательности

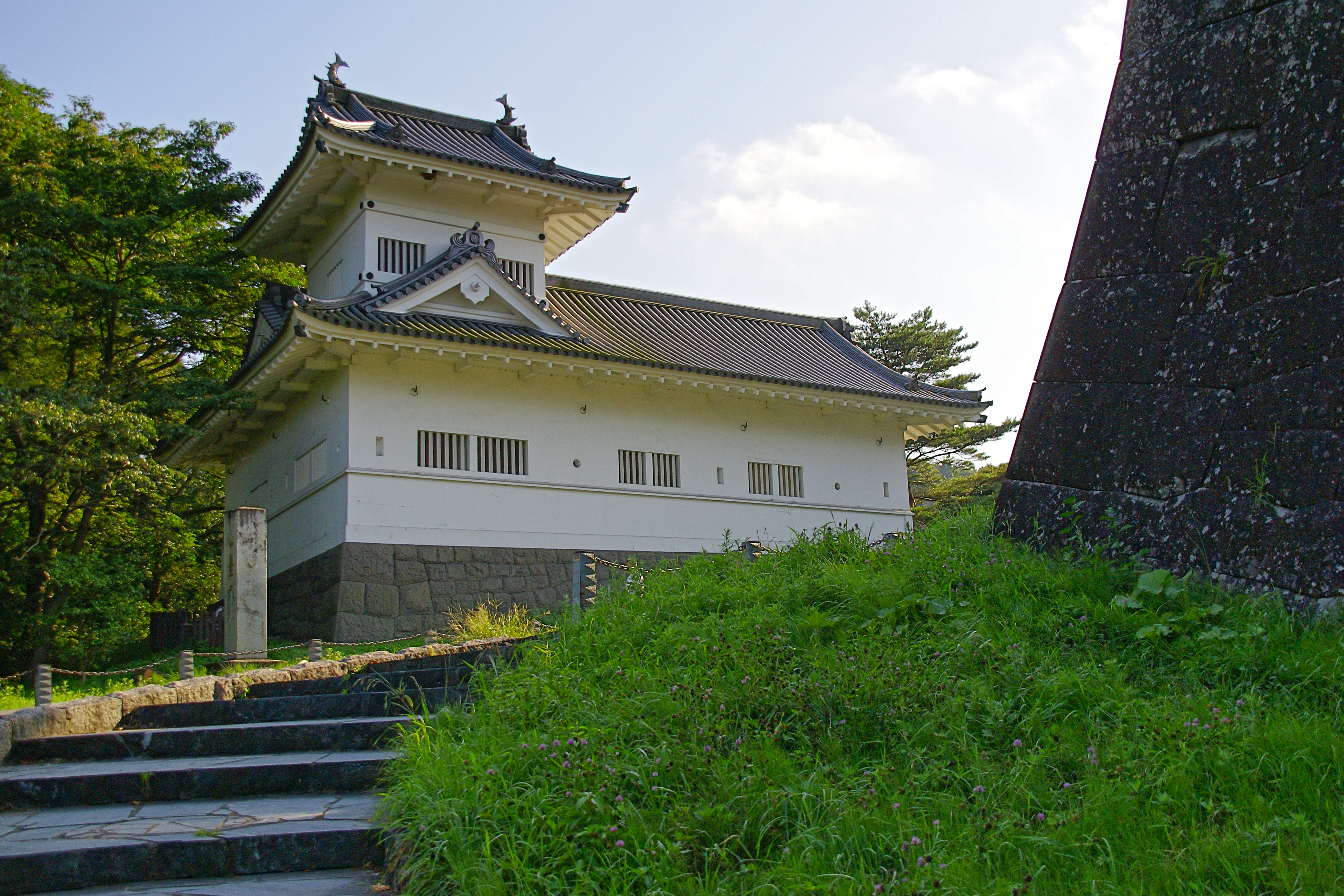
Замок Аоба

Многие достопримечательности Сэндая связаны с кланом основателя города Датэ Масамунэ.

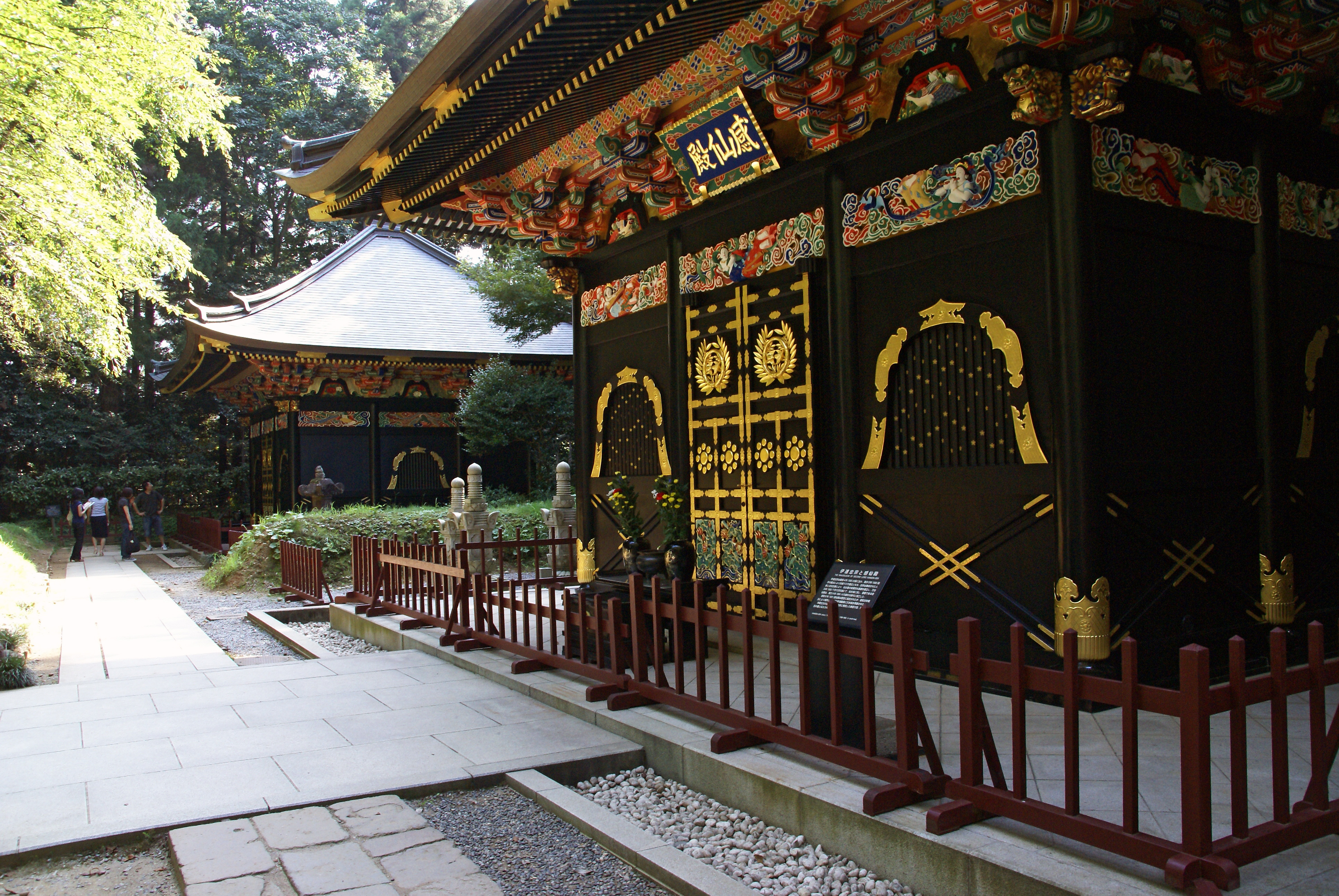
Мавзолей Дзуйходэн

- Замок Аоба, возведенный (1601—1637) на горе, чтобы обеспечить безопасность жителей города. В течение последующих 400 лет замок пережил много кровопролитных боёв, пожаров и бомбардировки 1945 года. Руины замка находятся недалеко от центра города. В наши дни здесь можно увидеть оставшиеся от замка часть крепостной стены и сторожевую башню. Здесь расположены смотровая площадка, открывающая панорамный вид на город Сэндай, конная статуя Датэ Масамунэ и музеи.
- Дзуйходэн — мавзолейный комплекс клана Датэ.
- Храм Риннодзи — семейный храм клана Датэ. На территории храма раскинут японский сад, сад камней, пруд с королевскими карпами и трёхэтажная пагода.
- Храм Осаки Хатимангу — синтоистское святилище, посвящённое богу войны Хатиману — покровителю города. Храм входит в число объектов, являющихся национальным достоянием Японии.
- Храм Аоба — синтоистский храм, посвящённый Датэ Масамунэ.
- Храм Сэндай Тосёгу — синтоистский храм, основанный вторым даймё Сэндайского княжества Датэ Тадамунэ в честь Токугавы Иэясу.
- Даймандзи («Храм большого удовольствия») — буддийский храмовый комплекс, расположенный в районе Тайхоку города Сэндай.
- Муцу Кокубун Якусидо — буддийский храмовый комплекс в районе Вакабаяси города Сендай.
- Храм Сайходзи — японский буддийский храмовый комплекс, расположенный в районе Аоба.

К достопримечательностям Сэндая также относятся:
- Статуя богини Каннон — самая высокая статуя богини милосердия Каннон в мире (100 метров), самая высокая статуя богини в Японии, одна из пяти самых высоких статуй в мире по состоянию на 2018 год.
- Дом Дои Бансуи[фр.], известного поэта и переводчика.
- Памятники китайскому писателю Лу Синю, находящиеся в городском музее и в кампусе университета Тохоку в Катахире, где Лу Синь изучал медицинскую науку.
- Зоопарк — городской зоопарк, расположенный на холме Ягияма.
- Река Хиросэ, являющаяся значимым элементом Сэндая и его символом. По данным агентства по защите окружающей среды, вода в реке идеально чистая и отнесена к числу 100 великих вод Японии. Протяженность реки 45 километров. Река является излюбленным местом гуляний и проведения фестивалей и фейерверков для местных жителей.

### Музеи

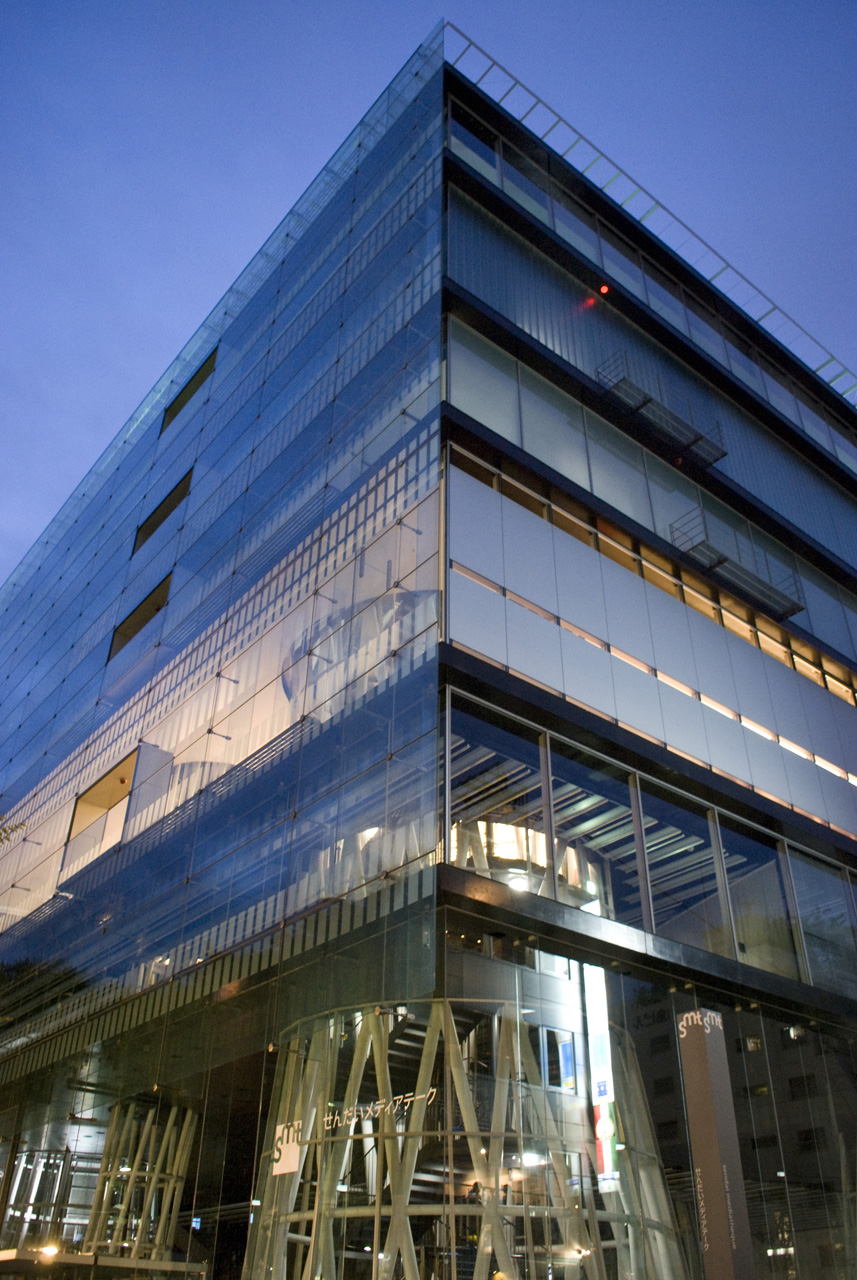
Здание Медиатеки Сендая в ночное время

- Городской музей Сэндая, в котором представлены экспонаты, связанные с семьей Масамунэ и историей княжества Сэндай. Периодически демонстрируются знаменитые доспехи Масамунэ и артефакты, связанные с визитом Хасэкуры Цунэнаги в Рим. Проводятся различные выставки.
- Музей искусств — крупнейший художественный музей Сэндая.
- Археологический музей — исторический музей, в экспозиции которого представлены предметы, обнаруженные в результате археологических исследований на месте человеческого поселения периода каменного века (поздний палеолит — примерно 20 000 лет назад).
- Мемориальный зал послевоенной реконструкции — музей, посвящённый памяти о восстановлении города после разрушений в результате воздушного налёта в июле 1945 года, в результате которого была уничтожена большая часть Сендая.
- Музей науки.
- Медиатека — многофункциональное инновационное общественное здание в городе Сэндай. Здание стало символом Сэндая и остаётся самым знаменитым из проектов архитектора Тоёо Ито, известного своей инновационной архитектурой. Здание представляет собой огромный стеклянный параллелепипед и особенно красиво выглядит в тёмное время суток, когда каждый этаж подсвечивается огнями своего цвета.
- Музей истории и быта — музей, расположенный в одном из старейших в Сэндае сооружений западного стиля, хранящий коллекцию традиционных предметов, большая часть которых относятся к периоду Мэйдзи.
- Океанариум «Морской леc» — общественный океанариум, содержащий более 50 тысяч существ 300 видов.

### Гастрономия и ремёсла
Блюда, считающиеся региональной кухней Сендая:
- гютан — говяжий язык, приготовленный на гриле;
- имони — мясной суп на основе таро, осеннее блюдо, традиционное для Тохоку. Осенью у рек собираются группы людей, готовящих имони;
- дзунда — сладкая ярко-зеленая паста, изготавливаемая из зелёных соевых бобов эдамамэ, которая подаётся с моти (дзунда-моти[яп.]) или в виде дайфуку;
- хияси-тюка — холодная пшеничная лапша с топпингами;
- робатаяки — приготовленные на гриле морепродукты и овощи;
- камабоко — рулеты сурими (пюреированная мякоть белой рыбы).

Сендай известен качественными сасими, суси, что связано с его близостью к нескольким крупным рыболовецким портам и производством сакэ, что объясняется тем, что префектура Мияги является крупным производителем риса высокого качества. В Сендае есть много ресторанов, где подают рамэн, имеется и местный острый мисо-рамэн.
Многие ремесла современной префектуры Мияги появились в период Эдо. Примерами являются шёлковая ткань ручной работы сэндай-хира, керамика цуцуми-яки и бумага-васи янагиу. Расписные деревянные куклы кокэси стали популярны благодаря онсэнам, где их продавали в качестве сувениров. Некоторые ремёсла возникли после реставрации Мэйдзи, например, изготовление лакированных предметов. Сэндай также был известен мастерами по изготовлению разновидности комодов из дерева, называемых в Японии Тансу. Сэндайские тансу ценились за тонкую железную фурнитуру, изготовляемую мастерами по изготовлению мечей.

## Образование
Сендай — университетский город, крупный образовательный центр, один из самых молодых городов Японии по возрасту жителей (средний возраст населения составляет 38,4 года). В Сендае расположено семь университетов:
- Университет Тохоку — один из национальных университетов Японии, основанный в 1907 году. Ранее входил в число императорских университетов.
- Университет Тохоку Гакуин — частный университет, основанный представителями американской реформатской церкви.
- Женский университет Мияги Гакуин — частный женский университет, основанный представителями реформатской церкви.
- Университет Мияги — государственный университет, основанный в 1997 году.
- Педагогический университет Мияги — высшее учебное заведение, специализирующееся на теме дошкольного образования, педагогике и педагогической психологии.
- Университет Тохоку Фукуси[англ.] — частный университет, созданный в 1875 году на базе специализированного филиала школы Сото. Готовит социальных работников.
- Медицинский и фармацевтический университет Тохоку[англ.] — частный университет, созданный в 1949 году на базе фармацевтического колледжа Тохоку, который был основан в 1939 году. Университет стал первым научно-исследовательским институтом, специализирующимся на изучении рака, созданным в японском частном фармацевтическом университете. После создания медицинского факультета (2015) университет получил статус Медицинского и фармацевтического университета Тохоку.

В число известных образовательных заведений города также входит Международная школа Тохоку — частная школа с совместным обучением мальчиков и девочек. В школе проходят обучение около 100 человек, начиная с детсадовского возраста (4—5 лет) до 12 класса. Миссия школы звучит так: «Сообщество учащихся, готовящихся к жизни в развивающемся глобальном обществе».

## Религия
В городе Сендай существенное место[уточнить] занимают буддистские храмы, однако так же расположены католические и православные церкви.

### Католицизм
Католическая епархия Сендая была учреждена в 1891 году, спустя всего два года после публикации новой конституции Японии, гарантирующей свободу вероисповедания. Епископ Сендая заведует четырьмя префектурами — Мияги, Фукусима, Иватэ и Аомори, обслуживая 11 152 католика в 56 приходах.

### Православие
Сендай — кафедральный город Сендайской и Восточно-Японской епархии Японской православной церкви.
C 2000 года правящий архиерей Серафим (Нобору), епископ Сендайский.
Во время мартовского землетрясения 2011 года и последовавшего цунами православный храм, епископ и его паства не пострадали.
- Благовещенская церковь — кафедральный храм Сендайской и Восточно-Японской епархии[16]

## Транспорт
Станция Сэндай — JR East и Сэндайский метрополитен.

## Галерея

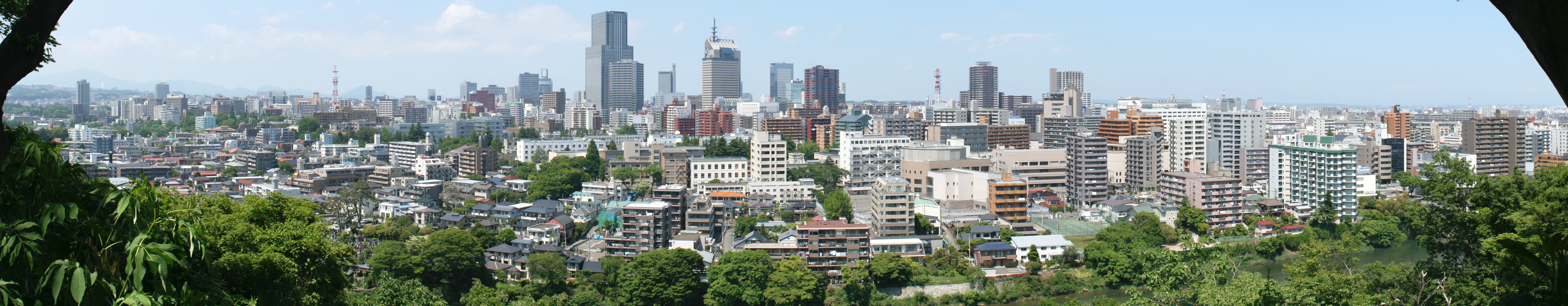
Вид на город Сендай со стороны храма Атаго с холма

## Породнённые города
Список породнённых городов:
- Риверсайд, США;
- Ренн, Франция;
- Акапулько, Мексика;
- Минск, Республика Беларусь (1973) — в знак породнения в Минске был разбит Сендайский сквер;
- Кванджу, Республика Корея;
- Даллас, США;
- Чанчунь, КНР;
- Оулу, Финляндия;
- Тайнань, Тайвань.

В Сендае учрежден Международный центр, активно сотрудничающий со многими странами мира. На первом этаже центра представлены стенды городов-побратимов. В его библиотеке можно найти книги на различных языках, а в его стенах регулярно проходят занятия по иностранным языкам для желающих приобщиться к культуре того или иного государства.